# صمد موحد
صمد دیلمقانی موحد (۳ خرداد ۱۳۱۵ – ۲۷ آبان ۱۴۰۲) نامدار به صمد موحّد فیلسوف، نویسنده، پژوهشگر فلسفه و عرفان و مصحح آثار عرفانی و ادبی بود. موحد نخستین مدیرِ بخش فلسفه و عضو شورای عالی علمی مرکز دائرةالمعارف بزرگ اسلامی بود. او را از «سرآمدان عرفان‌پژوهی» در روزگار معاصر  و «یکی از استوانه‌های ادبیات عرفانی ایران»  دانسته‌اند. 

او از شاگردان محمود هومن در دانش‌سرای عالی بود و سال‌ها به‌عنوان استاد فلسفه و عرفان در دانشگاه‌های گوناگون، همچون دانشگاه خوارزمی به تدریس پرداخت. از جمله آثار مهم او می‌توان به کوی طریقت، نگاهی به سرچشمه‌های حکمت اشراق و مفهوم‌های بنیادی آن، عارفی با دو چهره و نیز برگردان و توضیح و تحلیلِ کتاب فصوص‌الحکم در همکاری با برادرش محمدعلی موحد اشاره کرد.

## پژوهش‌ها
آثار و مقالات صمد موحد جملگی معطوف به مباحث عرفان نظری و شرح احوال بزرگان تصوف بوده است. او در کتاب سیری در  تصوف آذربایجان به تبیین شرح حال و آرای مشایخ آذربایجان تا قرن هشتم پرداخته است و رساله‌های فارسی و عربی آن‌ها را نیز بحث و بررسی کرده است. موحد در کتاب کوی طریقت نیز گزارشی گسترده و کامل از احوال شیخ صفی‌الدین اردبیلی به دست داده است. او در تحفة‌العالم نیز سفرنامه عارف شوشتر، عبداللطیف موسوی شوشتری را معرفی کرده است. یکی از آثار پژوهشی مهم وی نیز کتابی است پژوهشی در شرح احوال و آثار شیخ محمود شبستری که به شیفتگان تصوف پیشکش کرده است. وی در کتاب سرچشمه‌های حکمت اشراق نیز به فلسفۀ شهاب‌الدین سهروردی پرداخته است. یکی از پیرنگ‌های مهم آثار او، کوشش‌ برای برقراری پیوند بین عرفان نظری و فلسفه است.
از دیگر آثار ماندگار صمد موحد می‌توان به شماری از مدخل‌های مرکز دائرةالمعارف بزرگ اسلامی اشاره کرد؛ مدخل‌هایی همچون «آثارِ ذاتی»، «آثارِ عُلْوی»، «آدابُ‌المُریدین»، «آفاق و اَنْفُس»، «اَلآثارُالباقِیَة عَنِ القُرُونِ الخالِیة» و «آقا حُسَیْنِ خوانْساری».